# Jerzy Władysław Sokołowski
Jerzy Władysław Sokołowski, ps. „Mira” (ur. 12 października 1910 w Naukat, Turkiestan, zm. 8 stycznia 1980 w Warszawie) – major Wojska Polskiego i Armii Krajowej, cichociemny.

## Służba w Wojsku Polskim
W latach 1929–1933 szkolił się w Korpusie Kadetów we Lwowie, a następnie w Szkole Podchorążych Kawalerii w Grudziądzu, gdzie otrzymał promocję na podporucznika w dniu 15 października 1935 r. Jako oficer zawodowy służył w 14 pułku Ułanów Jazłowieckich we Lwowie, awansując 19 marca 1939 r. do stopnia porucznika.

## Udział w II wojnie światowej
Brał udział w kampanii wrześniowej jako dowódca szwadronu marszowego 14 pułku Ułanów Jazłowieckich. Po przekroczeniu granicy 19 września 1939 r. internowany. W styczniu 1940 r. dotarł do Francji przez Jugosławię i Włochy i tam został wcielony do 10 Brygady Kawalerii Pancernej. Po klęsce Francji ewakuowany w czerwcu 1940 r. do Wielkiej Brytanii, gdzie ponownie znalazł się w 10 Brygadzie Kawalerii Pancernej.
19 sierpnia 1941 r. wstąpił do 1 Samodzielnej Brygady spadochronowej.

## Cichociemny
Zgłosił się do służby w kraju, przeszkolony ze specjalnością w dywersji na kursach dla cichociemnych.
Zrzucony do kraju w nocy z 30 na 31 marca 1942 roku z pokładu „Halifaxa” numer 9613, z szachownicą Polskich Sił Powietrznych podczas VII operacji przerzutu skoczków do kraju o kryptonimie „Belt”. Wraz z rtm. Jerzym Sokołowskim w skład Ekipy VII zrzutu wchodzili: por. Jan Jokiel „Ligota”, por. Stefan Majewicz „Hruby”, por. Piotr Motylewicz „Krzemień”, mjr dypl. Tadeusz Sokołowski „Trop”, kurier Delegatury Rządu na Kraj – ppor. Jerzy Mara-Mayer „Filip”, „Vis”.
Po zrzucie Jerzy Sokołowski przybył do Warszawy, gdzie po zaledwie trzy tygodniowym okresie „aklimatyzacji” otrzymał przydział jako oficer IV odcinka wydzielonej organizacji dywersyjnej AK „Wachlarz” utworzonej latem 1941 roku w związku z wybuchem wojny niemiecko-sowieckiej. Na odcinek IV „Wachlarza” w pierwszej dekadzie maja 1942 r. przerzucono transportem samochodowym i kolejowym kilkudziesięciu nowych ludzi. Byli wśród nich oprócz Jerzego Sokołowskiego „Miry” trzej inni cichociemni, w tym dwaj jego koledzy z tego samego zrzutu: mjr „Trop” – Tadeusz Sokołowski i por. „Krzemień” – Piotr Motylewicz, a także kpt. „Mak” – Bohdan Piątkowski. Członkowie tej grupy już wkrótce, w pierwszej dekadzie maja 1942 r., serią czterech wybuchów wokół Mińska wyłączyli na kilka dni z normalnego ruchu ten ważny węzeł kolejowy, a po odskoku stworzyli zalążki baz dywersyjnych w samym Mińsku, Lidzie, Baranowiczach, Nieświeżu i innych miastach. Odcinek ten w pełni zaczął demonstrować swoją aktywność późną jesienią 1942 r. Rozpoczęto wówczas dywersję kolejową, którą prowadzono prawie co drugi dzień. Została ona przerwana dopiero w grudniu 1942 r. „wsypą”. Wkrótce rtm. Sokołowski został ujęty. W więzieniu w Słucku poddano go wyjątkowo bestialskiemu śledztwu. Prowadzony przez konwojenta z budynku gestapo do więziennej celi, wprawnym ciosem, wyuczonym kiedyś na kursie cichociemnych, powalił gestapowca i zbiegł. Z wysoką gorączką, chory i osłabiony pobytem w więzieniu oraz przebytymi torturami, w grudniowe śnieżyce przedarł się do Warszawy.
W dniu 18 stycznia 1943 r. wyjechał z szefem sztabu „Wachlarza”, mjr. Stefanem Rychterem ps. „Tumry”, w celu uwolnienia aresztowanych w Mińsku. Z trudem przygotowana akcja uwolnienia więźniów kończy się tragicznie. Ponad dwa tygodnie później, 6 lutego 1943 r., w wyniku „wsypy” następuje masakra więźniów przygotowujących się już do współudziału w próbie ich odbicia. Mjr „Tumry”, atakowany przez Niemców, zginął w płonącym domu. „Mira” wymknął się hitlerowcom po raz drugi. Po dwóch tygodniach dotarł do Warszawy, gdzie potwierdził wiadomość o tragicznej likwidacji IV odcinka.
Po rozwiązaniu „Wachlarza” został przydzielony do Kedywu KG AK, gdzie był m.in. instruktorem w szkole dywersji „Zagajnik” w okupowanej Warszawie.
2 października 1943 r. wykonując z rozkazu komórki likwidacyjnej wyrok na agencie, na skrzyżowaniu Alei Jerozolimskich i Nowego Światu, ratując innych od aresztowań i zagłady, został ranny w nogę. Ból przestrzelonego ścięgna Achillesa unieruchomił go zupełnie i oddał w ręce ścigających, którzy przewieźli schwytanego do centrali warszawskiego gestapo w Alei Szucha. Wytrzymał przesłuchania i tortury, nikogo nie zdradzając. Z wyrokiem śmierci, dotkliwie pobity i skatowany, został dołączony do olbrzymiego transportu około 1500 więźniów, który odszedł z Pawiaka do Oświęcimia 5 października 1943 r.

## Niewola
Jerzy Sokołowski po umieszczeniu w Auschwitz II – Birkenau został oznaczony numerem 156692. Później został przeniesiony do odległego o trzy kilometry obozu macierzystego w Oświęcimiu, gdzie wkrótce udało mu się nawiązać kontakt z obozowym ruchem oporu, który działał w warunkach szczególnie niebezpiecznych, o wiele trudniejszych niż na wolności.
28 lipca 1944 r. wraz ze Zbigniewem Kączkowskim uciekł z obozu oświęcimskiego. Wolnością cieszyli się trzy dni. W ustalonym punkcie nie udało się im nawiązać kontaktu z umówionym łącznikiem z przyobozowego ruchu oporu. Ostrzyżeni i chudzi rzucali się z daleka w oczy, mimo że podejmując ucieczkę, zdążyli wcześniej przebrać się w robocze kombinezony i porzucić obozowe „pasiaki”. Wydał ich przypadkowo spotkany siedmioletni volksdeutsch. Ujęli ich ćwiczący w pobliżu niemieccy żołnierze artylerii przeciwlotniczej i odprowadzili na posterunek żandarmerii w Grojcu koło Oświęcimia. Tam ów mały chłopiec, nazwiskiem Bogdan Mikołajczyk, otrzymał od hitlerowców kilka cukierków w nagrodę za swój „szlachetny czyn”. Żołnierze niemieccy, którzy odnaleźli zbiegów, najpierw ich skatowali, a potem odwieźli do obozu.
W obozie uciekinierów czekała jeszcze kara chłosty, którą wymierzono im w postaci 25 razów „bykowcem” na specjalnym urządzeniu do bicia, tzw. koźle. Zgodnie z ceremoniałem obozowym stali obaj z zawieszonymi na szyi tablicami z napisem: „Hurra! Ich bin wieder da!” – „Hurra! Jestem tu z powrotem!”. Obok narzędzia chłosty znajdowała się szubienica. Po zakończeniu opisanego ceremoniału obozowego, z jakim zwykle przyjmowano schwytanych uciekinierów, obydwu skatowanych więźniów umieszczono w celi nr 11, w podziemiach „Bloku Śmierci”. Mieścił się tam areszt obozowy, w którym przebywali do połowy sierpnia 1944 r. Pobyt w bunkrze przeżył tylko dzięki temu, że organizacja obozowa dostarczała im wody i chleba. W sierpniu 1944 r. wywieziono ich karnym transportem z Oświęcimia do Buchenwaldu, skąd po kilku dniach trafili do Dory-Nordhausen. W tym obozie więźniowie ginęli w wykutych w skale tunelach, pracując w morderczych warunkach przy produkcji nowej, „cudownej” broni III Rzeszy – V-1, V-2. Sowieccy jeńcy wojenni montowali stateczniki do latających bomb. „Mira” miał kontrolować precyzję ich wykonania. Wkrótce razem zaczęli uprawiać sabotaż, wiedząc, że dzięki temu pociski te nie wejdą już na ustalony kurs i nie polecą na Londyn. Szczęśliwie dla nich podczas bombardowania Buchenwaldu zaginęły ich papiery, więc pracowali jako zwykli więźniowie bez czerwonych „fluchtpunktów”, oznaczających uciekinierów z obozu. Niemcy „przypomnieli sobie” jednak o czerwonym kółku „Miry” i odtąd pracował w karnym Kommando.
W kwietniu 1945 roku Niemcy likwidowali obóz i uciekali przed nadciągającymi wojskami amerykańskimi. Korzystając z panującego w obozie bałaganu, „Mira” zerwał swój „fluchtpunkt” i dołączył do kolumny ewakuowanych więźniów. Trafił do jednej z nielicznych grup, której Niemcy nie wymordowali po drodze. Przeżył ośmiodniową podróż w otwartych wagonach, do których ładowano na stojąco po 140 więźniów. Z każdym dniem robiło się luźniej, bo po drodze wyrzucali trupy. Z obozu w Bergen-Belsen uwolniły go 16 kwietnia 1945 roku czołgi 2 Armii Brytyjskiej, wśród których był zwiad 1 Dywizji Pancernej generała Maczka. Gdy nabrał sił, pojechał via Paryż do Anglii.

## Po wojnie
Wrócił do Londynu po 38 miesiącach przez Warszawę, Mińsk, Słuck, Pawiak, Birkenau, Auschwitz, Oświęcim, Buchenwald, Dora-Nordhausen, Bergen-Belsen. Po demobilizacji pracował jako instruktor konnej jazdy, robotnik na farmie, traktorzysta, stajenny, tokarz. Miał problem z utrzymaniem stałego zatrudnienia.
W 1957 roku w konkursie literackim na opowiadanie ogłoszonym w Londynie, dostał I nagrodę za wspomnienia o ucieczce z Oświęcimia. Nagrodę, dwutygodniowy pobyt w Monte Carlo z przelotem tam i z powrotem, zamienił na bilet powrotny do Warszawy. 16 czerwca 1958 r. znalazł się ponownie w swojej ojczyźnie – tym razem już na stałe. W Warszawie pracował jako brakarz w Polskich Zakładach Optycznych. Dopiero pod koniec życia, kiedy prowadził już samotną walkę z nieuleczalną chorobą, otrzymał rentę dla zasłużonych i nowe mieszkanie. Zmarł w Warszawie w dniu 8 stycznia 1980 r.

## Odznaczenia
- Krzyż Srebrny Orderu Wojennego Virtuti Militari
- Krzyż Walecznych – trzykrotnie
- Medal Wojska – czterokrotnie
- Medal za Odwagę w Sprawie Wolności[1]